# 尤里·奥西波夫
尤里·谢尔盖耶维奇·奥西波夫（俄语：Юрий Сергеевич Осипов，1936年7月7日—），苏联及俄罗斯数学家。1987年，当选苏联科学院院士。1991年12月17日起，担任俄罗斯科学院院长。

## 生平
1936年，生于秋明州。 1959年，毕业于乌拉尔国立大学数学与力学系。1970年至1993年，就职于苏联科学院乌拉尔分院数学与力学研究所。1991年，担任苏联科学院院长。苏联解体后，继续担任俄罗斯科学院院长；1996年、2001年、2006年三次连任俄罗斯科学院院长。
2006年3月受聘为南开大学名誉教授，同月在北京向中国社会科学院赠送《俄罗斯大百科全书》（首卷本）。